# Nanacatepec, Zihuateutla
Nanacatepec är en ort i Mexiko.   Den ligger i kommunen Zihuateutla och delstaten Puebla, i den sydöstra delen av landet, 170 km nordost om huvudstaden Mexico City. Nanacatepec ligger 461 meter över havet och antalet invånare är 163.
Terrängen runt Nanacatepec är kuperad. Runt Nanacatepec är det tätbefolkat, med 266 invånare per kvadratkilometer. Närmaste större samhälle är Jopala, 17,6 km söder om Nanacatepec. Omgivningarna runt Nanacatepec är en mosaik av jordbruksmark och naturlig växtlighet.